# Нижница (приток Увери)
Нижница (Нежона) — река в России, протекает в Мошенском районе Новгородской области. Устье реки находится в 89 км по левому берегу реки Уверь. Длина реки составляет 11 км. 
На берегу реки стоят деревни Устрека (справа) и Львово (слева) Устрекского сельского поселения.

## Данные водного реестра
По данным государственного водного реестра России относится к Балтийскому бассейновому округу, водохозяйственный участок реки — Мста без р. Шлина от истока до Вышневолоцкого г/у, речной подбассейн реки — Волхов. Относится к речному бассейну реки Нева (включая бассейны рек Онежского и Ладожского озера).
По данным геоинформационной системы водохозяйственного районирования территории РФ, подготовленной Федеральным агентством водных ресурсов:
- Код водного объекта в государственном водном реестре — 01040200212102000020513
- Код по гидрологической изученности (ГИ) — 102002051
- Код бассейна — 01.04.02.002
- Номер тома по ГИ — 2
- Выпуск по ГИ — 0